# Avianca Guatemala
Avianca Guatemala è la compagnia aerea di bandiera del Guatemala e ha come hub principale l'Aeroporto Internazionale La Aurora nella capitale Guatemala City.  
Fu di proprietà del governo e tale rimase fino al 1989, quando entrò a far parte dell'Alleanza delle compagnie aeree dell'America centrale organizzata dalla TACA e venne privatizzata. 

## Storia
La compagnia aerea è stata fondata nel 1929 con la denominazione di Aerovías de Guatemala ed è stata fondata da Alfredo Denby Chattfield. Il 14 marzo 1945, la compagnia aerea fu nazionalizzata durante il governo Arevalo e istituita come Empresa Guatemalteca de Aviación SA, abbreviata in Aviateca. 
L'Aviateca iniziò le operazioni nel marzo 1946 e i primi velivoli operati includevano il Douglas DC-3.
Nel 1961, iniziò a servire l'aeroporto di Miami con aerei di linea Douglas DC-6 a quattro motori, o Douglas DC-6B. Sono stati inoltre acquisiti aerei di linea medi bimotore Convair 340/440 per sostituire alcuni dei DC-3 sulle rotte a corto raggio in America Latina.
Aviateca ha iniziato ad utilizzare gli aerei con motori turbojet dievntando cliente del jet biposto medio BAC One-Eleven nel 1970. Nel 1974, la compagnia aerea operava la versione allungata BAC One-Eleven serie 500 del jet di fabbricazione britannica sui voli internazionali verso Miami, New Orleans, Città del Messico, Mérida e San Jose, Costa Rica.
Aviateca ha successivamente acquisito due Boeing 727-100, che hanno operato per la compagnia aerea negli anni '80. Dal 1989 la flotta di Aviateca era composta da diversi Boeing 737-200 e Boeing 737-300.
Gli aerei della Aviateca venivano soprannominati dai locali "las papayas voladoras" (i papaya volanti) a causa della livrea utilizzata negli anni '70, in cui il ventre era dipinto di un arancione rossastro. 
Cinque degli ATR 42-300 di TACA sono stati registrati per Aviateca in Guatemala. A causa delle misure di riorganizzazione di Avianca Holdings, Aviateca è stata ribattezzata Avianca Guatemala nel 2013.

## Flotta
Al 2021 la flotta della Avianca Guatemala comprende: